# 馬嵬驛兵變
馬嵬驛兵變（「嵬」，粵音：ngai4），又稱馬嵬坡之變、馬嵬驛之變、馬嵬之變，是唐代天寶十五載（756年）六月（7月15日）在馬嵬驛（陕西省興平市以西）發生的一次兵變，導致宰相楊國忠及其堂妹楊貴妃被殺。

## 历史

### 經過

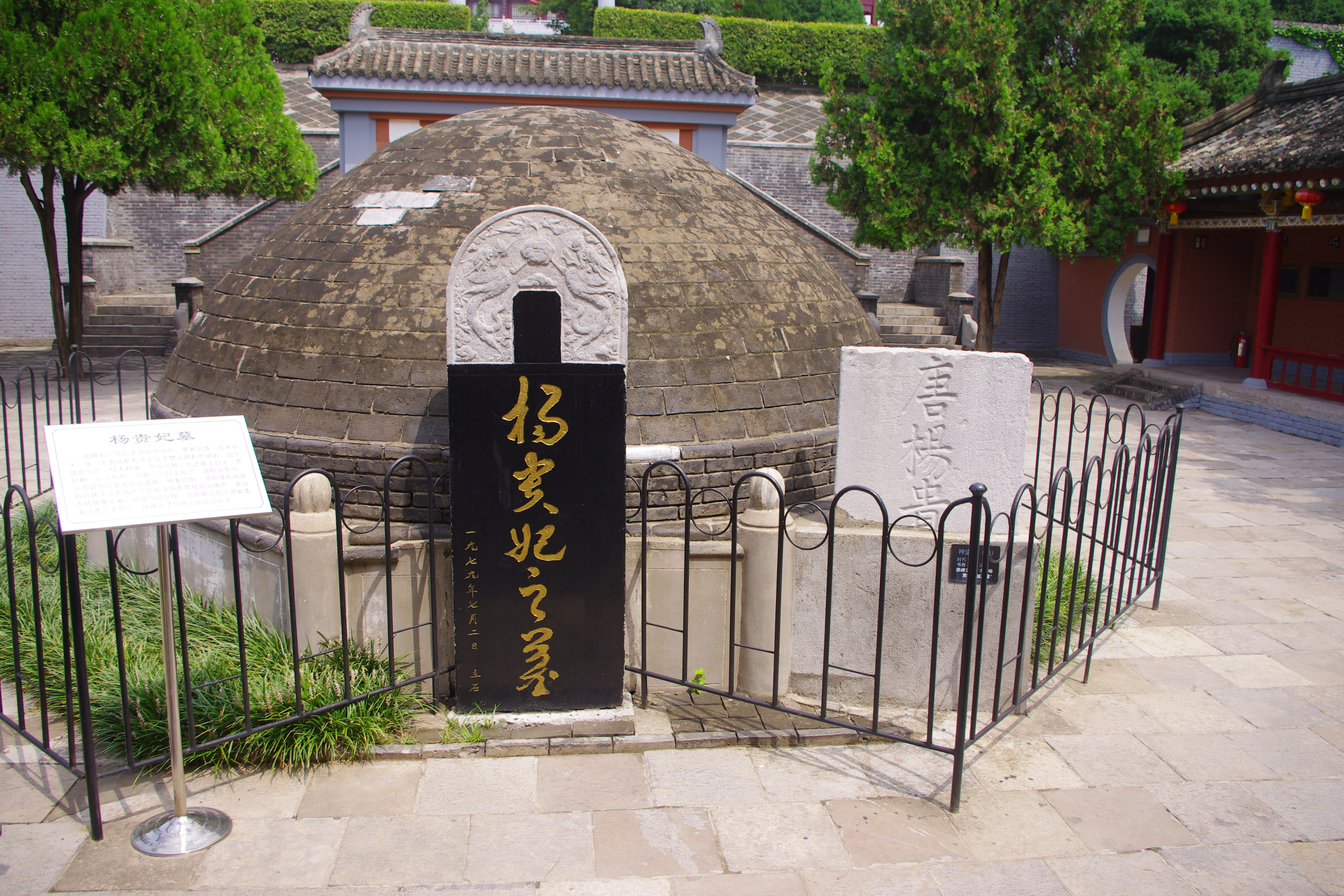
兴平市马嵬镇杨贵妃墓

天寶十四載（755年）十一月初九，幽州安祿山、史思明藉口討伐楊國忠，發動叛亂，是為安史之亂。
天寶十五載（756年）六月初九，安祿山攻入潼關，唐玄宗於六月十二日決定放棄都城長安、逃亡四川。路上無人接洽，十分辛苦。第三天，駐入馬嵬坡（今陝西興平市）驛站。
其時保護唐玄宗的禁軍龍武軍遭遇缺糧，龍武大將軍陳玄禮對士卒演講：「今日天下崩離、陛下震盪，難道不是楊國忠侵害、剝削民眾，導致朝野怨恨，才這樣子的嗎？如果不殺他以謝天下，怎麼平息四海人心的怨憤呢？」眾軍士被煽動，怨恨都發洩到楊國忠身上，因此發生兵變。楊國忠倉惶逃進西門內，但最終仍被蜂擁而入的士兵俘虜並寸斬。
楊國忠死後，士兵旋即將包圍館驛圍住並挾令唐玄宗賜死其貴妃、楊國忠的堂妹楊玉環，以防止日後報復。唐玄宗迫於情勢危急，不得不命令高力士將楊貴妃縊死於佛堂前的梨樹之下，方才穩住軍心。玄禮等將領，才脫去盔甲，叩頭請罪：「國忠敗壞了國家大政，造成了禍亂，使得黎民塗炭，陛下遷徙，這種人不殺，災禍不會停止。臣等是為了社稷大計才殺了他的，在此為矯詔請罪。」玄宗只好慰勞他一番，令他曉諭軍士，史稱「馬嵬驛兵變」。

### 影響
安祿山叛亂時，玄宗本想禪讓太子李亨；但此次兵變後，太子李亨被認為是主謀，使唐玄宗大受打擊。玄宗與李亨於馬嵬驛分道，玄宗向南赴四川，李亨向北收拾殘兵敗將；此後不久，李亨就在靈武自行宣佈即帝位，是為唐肅宗，改元至德，遙尊玄宗為太上皇。
马嵬驿原址上今建有“马嵬驿民俗体验园”，有废弃的李家坡窑洞和一些泥塑作品。2014年获批国家3A级旅游景区，2015年12月10日获批国家4A级旅游景区。該址楊貴妃墓上題有若干古詩詞：
- |             | 谷鈴如訴舊愁來 蜀道秦川 過客重談楊李事 墓粉還將秋色補 雨塵雲夢 傷心何似漢唐陵 |
| ——清·畢沅題 |                                                                               |
- |               | 龍武軍變起倉皇 畢竟蛾眉能殉國 蠶叢道塵飛散漫 誰將鴛錦賦招魂 |
| ——清·熊文華題 |                                                             |
- |        | 莫嘆紅顏淪宿草 尚留白粉艷春闈 |
| ——佚名 |                               |